# Don (Ontario-tó)
A Don folyó egy dél-ontariói vízfolyás, amely az Ontario-tóba ömlik Torontóban. Két kisebb folyóból keletkezik, a Keleti és a Nyugati ágból, amelyek az Ontario-tótól kb. 7 kilométer északra találkoznak (dél felé áramlanak). Az összefolyástól délre lévő területet az alsó Donnak nevezik, az északi részeket pedig a felső Donnak. Az összefolyásnál egy harmadik ág is csatlakozik, a Taylor-Massey-patak. A Toronto Régió Természetvédelmi Hatóság felelős a folyó, illetve a környező vízgyűjtő terület védelmezéséért.

## Történet
Emberek, főleg nomád vadászok először 12 500 éve érkeztek a Don folyó területére. Míg a Don völgyében kevés régészeti bizonyíték van, regionális leletek a Nagy Tavak területén, a St. Lawrence mentén igazolták, hogy kb. 6000 éve településeket alapítottak itt. A legjelentősebb a Withrow Site, ahol emberi maradványokat és egyéb leleteket találtak, amelyek kb. 5000 évesek.
Nem világos, hogy a Don folyónak volt-e őshonos kanadai neve. 1788-ban Alexander Aitkin angol földmérő, aki dél-Ontarióban dolgozott, a Don folyót Ne cheng qua kekonknak nevezte. Elizabeth Simcoe, John Graves Simcoe kormányzóhelyettes felesége beszámolt naplójában, hogy a folyó másik használt neve Wonscotanach. Ez egy anishnaabe (észak-amerikai indián nyelv) mondat, jelentése: a folyó, amely a hátsó égett földekről jön, ami egy korábbi erdőtűzre utalhat. Simcoe nevezte el a folyót Donnak, mivel a széles völgy emlékeztette a Don folyóra Yorkshire-ben (Anglia).

## Fordítás
Ez a szócikk részben vagy egészben  a   Don River (Ontario) című angol Wikipédia-szócikk ezen változatának fordításán alapul.  Az eredeti cikk szerkesztőit annak laptörténete sorolja fel. Ez a jelzés csupán a megfogalmazás eredetét és a szerzői jogokat jelzi, nem szolgál a cikkben szereplő információk forrásmegjelöléseként.